# Andrew Planche
Andrew Planche nebo také André Planchè, rozený André Blanchet, (asi 1727–1809) byl klenotník, hrnčíř a divadelník. Byl synem francouzských hugenotských uprchlíků. Žil v Derby, kde měl nejméně čtyři děti (Paul, James, James Burrows - nemanželské dítě - a William).

## Biografie
André Blanchet se narodil 11. března 1727 nebo 1728 Marii Ann Fournierové a Paulu Blanchetovi, jenž byl tehdy obchodníkem s kávou. André byl pokřtěn v Ryder Court's Chapel v Soho. 30. června 1740 byl najat jako učeň Edwardem Mountenayem, zlatníkem sídlícím na Foster Lane blízko Worshipful Company of Goldsmiths v Londýně. Využil možnosti změnit si jméno z André Blanchet na Andrew Planche. 22. září 1747, na konci svého sedmiletého učňovství, se v Kostele sv. Pankráce oženil se Sarah Jonesovou.
Modelování a výrobu porcelánu se naučil od svého otce, který pracoval v Míšni. Možná existuje také spojení mezi Marií Ann Fournierovou, Planchetovou matkou, a Louisem Fournierem, modelářem, jenž pracoval ve Vincenneské a později Chantillské porcelánce. Už ve svých sedmnácti letech mladý Planche v Derby tvořil malé porcelánové výrobky. V roce 1749 pracoval pro Williama Littlera v Longton Hall. Planche může být ztotožňován s Flanchetem, který byl studentem Jean-Clauda Chambellana Duplessise a stal se známým díky své práci v porcelánce Chelsea.
Detaily Planchetova života nejsou vždy zaznamenané, ale narození jeho synů v letech 1751, 1754 a dvou roku 1756 jsou jasná fakta. Jeho první syn, kterého měl se svou ženou Sarah, byl pokřtěn jménem Paul. Druhý dostal jméno James, ale zemřel už v prosinci 1754, žil pouhé dva měsíce. Paul i James byli pokřtěni v derbském Kostele sv. Alchmunda. Roku 1756 byli zaregistrováni další dva synové, a sice James, nemanželský potomek, kterého měl Planche s Margaret Burroughdovou, a William, kterého měl se svou ženou.
Dohoda z 1. ledna 1756 potvrzuje Planchetovo spojení spolu s Johnem Heathem a Williamem Duesburym v nové továrně na porcelán, založené na Nottingham Road, z níž se později stala Royal Crown Derby Porcelain Company. Tři společníci se dohodli ke „spolupráci jak v umělecké výrobě anglického porcelánu, tak v nákupu a prodeji všech druhů zboží souvisejícího s uměním výroby porcelánu“.
Avšak na konci stejného roku Planche opustil Derby a vrátil se do Londýna, aby přijal svou bývalou práci klenotníka ve strýcově společnosti Anthony Planche & Co ve Westminsteru. V roce 1764 si změnil příjmení na Floor, čímž chtěl začít novou kariéru jako komediant v divadelní společnosti v Yorku. S touto společností procestoval v létě Severní Anglii. Roku 1768 se stal suflérem v Old Orchard Street Theatre ve městě Bath, kde zůstal celých 41 let. Zemřel v lednu 1809 v Bath a byl pohřben v Kostele sv. Jakuba tamtéž.

## Rodina
Andrého bratr Jacques byl hodinář vyškolený v Ženevě. Stal se asistentem Benjamina Vulliamyho, který využíval derbský porcelán do některých svých hodin. Jacquesův syn James Planché se stal dramatikem a od londýnské College of Arms získal titul Somerset Herald.

## Dílo
Porcelánové figuríny vytvořené Planchetem jsou výjimečné. Muzeum a umělecká galerie města Derby vlastní figurínu Číňana a malého chlapce z roku 1752. Tento model pochází z období zvaného dry edge (česky suchý okraj, 1750–1756), jež získalo svůj název podle nenaglazované podstavy.
Výjimečná kvalita porcelánu vytvořeného ve francouzském stylu byla základem pro rozvoj výroby derbského porcelánu. I když je dnes provedení figurín se suchým okrajem připisováno spíše Agostinovi Carlinimu, je Planchetův příspěvek derbskému porcelánu významný.